# ウィンドウシステム

ウィンドウの一般的な要素

ウィンドウシステムの階層

ディスプレイサーバ（図中ではWayland compositor）はウィンドウシステムの主要要素。ディスプレイサーバはクライアントとディスプレイサーバプロトコルで通信する。

ウィンドウシステム (Window System) とは、平行する複数のタスクにそれぞれ固有の領域としてウィンドウを割当て、画面出力を多重化する、コンピュータ上のメカニズム、及びそのためのソフトウェアのこと。グラフィカルユーザインタフェース (GUI) としてのデスクトップ環境の構成要素で、ウィンドウマネージャの実装をサポートし、グラフィックハードウェアやポインティングデバイスやキーボードの基本的なサポートを提供する。

## 概要
ウィンドウシステムにより、ユーザーは複数のGUIアプリケーションを同時に表示させることができる。各アプリケーションにはそれぞれにウィンドウが対応し、ウィンドウは一般に矩形の領域になっている。古典的な単画面ソフトウェアとは異なり、ディスプレイサーバと呼ばれる単一のプロセスが画面出力を完全に掌握し、他のアプリケーションはクライアントとしてディスプレイサーバとやりとりをする。基本的に個々のアプリケーションが知っているのは自分のウィンドウの状態だけであり、それが実際にどう表示されるのか関知しない。
オペレーティングシステムによってはウィンドウシステムとウィンドウマネージャの境界線があいまいである。
またX Window Systemのようにネットワーク透過のウィンドウシステムの場合、遠隔にあるコンピュータ上で動作するアプリケーションのウィンドウをローカルなコンピュータで表示させることができる。X Window System は階層化されており、それ自体はGUIのルック・アンド・フィールや振る舞いを規定せず、ウィンドウマネージャやウィジェット・ツールキットやデスクトップ環境に任せている。

## ウィンドウシステム一覧

### Unix系OSのウィンドウシステム
- 8½ と rio (Plan 9)
- Fresco/Berlin
- FBUI（2011年8月11日時点のアーカイブ）
- ManaGeR (MGR)
- Metisse
- Mir
- NeWS / Xnews
- NeXT DPS
- Qtopia
- Quartz Compositor (macOS)
- Twin (ウィンドウシステム)（英語版） (Text WINdows)
- Wayland
- X Window System
- Xynth（英語版）
- XFast
- Y Window System

### Webウィンドウシステム
- Dojo
- Ext JS
- TIBCO General Interface
- WebWM（英語版）

### その他
- DM（アポロコンピュータのウィンドウシステム）
- GEM
- Intuition（AmigaOSのウィンドウエンジン。ただしGUIの名称は Workbench）
- MiniGUI
- Nano-X Window System
- ooHG
- SX-Window (X68000)

XP以前のMicrosoft Windows、Classic Mac OS、Garnet OSなどのOSには、ウィンドウシステムがOS内に一体化して組み込まれている。